# Bree Olson
Bree Olson, pseudonimo di Rachel Marie Oberlin (Houston, 7 ottobre 1986), è un'ex attrice pornografica, attrice e modella statunitense, talora nota anche con il nome di Bree Olsen.

## Biografia
I nonni materni di Bree sono originari dell'Ucraina. Si conobbero durante la seconda guerra mondiale, quando entrambi vennero deportati in un campo di concentramento in Germania. In molte interviste su Internet, ha dichiarato che il suo più grande eroe è la nonna materna.
Sopravvissuti alla deportazione, dopo la guerra riuscirono ad emigrare negli Stati Uniti, dove si stabilirono nell'Indiana. Ebbero due figlie, tra cui la madre di Bree che, a vent'anni, si trasferì in California con il suo ragazzo. Questi l'abbandonò quando rimase incinta.
Bree nacque a Houston (Texas), dove la madre si era trasferita per stare con alcuni amici. Dopo un anno, per avere l'aiuto dei genitori, tornò con la figlia a Fort Wayne (Indiana). Lì si sposò e si trasferì col marito a Woodburn, una città più piccola, dove Bree è cresciuta. Durante l'adolescenza, Bree ha avuto una relazione, durata quattro anni, con un'altra ragazza. Dopo le superiori è andata all'Indiana University-Purdue University Fort Wayne dove ha studiato biologia. È stata una delle fidanzate di Charlie Sheen e la relazione è terminata nel 2011.

## Apparizioni televisive
La Olson è stata vista nel reality show Al passo con i Kardashian (Keeping Up with the Kardashians) su E!: Entertainment Television. Ha avuto un piccolo ruolo da babysitter.
È stata diverse volte ospite del The Howard Stern Show.

## Carriera pornografica
Bree Olson ha debuttato nel settore del cinema per adulti nel novembre 2006 in Young as They Cum 21 assieme a Manuel Ferrara. Aveva in precedenza interrotto gli studi di biologia per fare piccoli lavori come venditrice di televendite o impiegata in una stazione di servizio. In paragone, il cinema pornografico le sembrava «molto più divertente». Ha poi recitato in produzioni gonzo e per diversi siti Internet. Ha siglato un contratto di esclusiva con la Adam & Eve per il periodo di un anno, dal 1º agosto 2007.
Ha scelto lo pseudonimo Olson, in riferimento alle gemelle Olsen, personaggi televisivi molto noti negli Stati Uniti, anche se non crede di assomigliare alle due attrici.
Nel marzo 2008 è stata la Pet of the Month di Penthouse mentre l'anno successivo, insieme alla collega Kayden Kross, ha diretto l'edizione annuale degli XBIZ Awards.
Il 22 settembre 2011 ha dichiarato, sul suo account Twitter, l'abbandono al porno. L'anno successivo ha, comunque, diretto l'edizione annuale degli AVN Awards insieme a Davi Attell e Sunny Leone.

## Riconoscimenti
- AVN Awards
  - 2008 – Best New Starlet[11]
  - 2008 – Best Anal Sex Scene (video) per Big Wet Asses 10 con Brandon Iron[12]
  - 2009 – Best New Web Starlet per BreeOlson.com[13]
  - 2010 – Best All-Girl Three-Way Sex Scene per The 8th Day con Poppy Morgan e Tori Black[14]
- XBIZ Awards
  - 2008 – New Starlet[15]
- XRCO Award
  - 2008 – Best New Starlet[16]
  - 2008 – Cream Dream[16]
  - 2012 – Mainstream Adult Media Favorite[17]
- F.A.M.E. Awards
  - 2008 –Favorite Female Rookie (Fan Award)[18]

Altri premi
- 2007 Night Moves Adult Entertainment Award Best New Starlet, Editor's Choice[19]
- 2007 Adultcon Top 20 Adult Actresses[20]
- 2008 Night Moves Adult Entertainment Award – Best Female Performer, Fans' Choice[21]
- 2009 Twisty's Treat of the Year[22]

## Filmografia
- Big Black Beef Stretches Little Pink Meat 5 (2006)
- Black Cocks Tiny Teens 1 (2006)
- Bombshell Bottoms 2 (2006)
- Eat My Black Meat 4 (2006)
- Girls Hunting Girls 10 (2006)
- Teens With Tits 9 (2006)
- Teenstravaganza 1 (2006)
- Whale Tail 3 (2006)
- 110% Natural 13 (2007)
- 18YearsOld.com 2 (2007)
- Amateur Anal Attempts 10 (2007)
- Anal Addicts 27 (2007)
- ATK Galleria 3: Amateur Connection (2007)
- Barefoot Confidential 48 (2007)
- Barely Legal 70 (2007)
- Barely Legal Auditions (2007)
- Barely Legal Oral Education 1 (2007)
- Barely Legal POV 1 (2007)
- Barely Legal Straight A Students 1 (2007)
- Big Bodacious Knockers 2 (2007)
- Big Tit Bangers 2 (2007)
- Big Tit Brotha Lovers 10 (2007)
- Big Wet Asses 10 (2007)
- Black Cock Addiction 3 (2007)
- Blonde Teacher Creampie Fuck 2 (2007)
- Bore My Asshole 1 (2007)
- Bound To Please 2 (2007)
- Boundaries 1 (2007)
- Bra Bustin and Deep Thrustin 2 (2007)
- By Appointment Only 3 (2007)
- Carmen and Ava (2007)
- Chicks Gone Wild 3 (2007)
- Cock Craving Cuties 3 (2007)
- Cosplay International 4 (2007)
- Deep Throat This 37 (2007)
- Destination Tonsils 1 (2007)
- Double Decker Sandwich 10 (2007)
- Dreamgirlz 1 (2007)
- Eden (2007)
- Erik Everhard Fucks Them All (2007)
- Face Fucking Inc. 2 (2007)
- Fetish Ball 2 (2007)
- Filth Cums First 1 (2007)
- Freaks of Cock 2 (2007)
- Fresh Outta High School 3 (2007)
- Fuck For Dollars 3 (2007)
- Fuck For Dollars 6 (2007)
- Fuck My White Ass 3 (2007)
- Fucking Myself 2 (2007)
- Girl Next Door 3 (2007)
- Glam Trash (2007)
- Go Fuck Myself 2 (2007)
- Grand Theft Anal 10 (2007)
- Hand to Mouth 5 (2007)
- Her Deep Dark Secret 1 (2007)
- Her First Big Cock 8 (2007)
- I Cum For You U Cum For Me 2 (2007)
- I Film Myself 3 (2007)
- I Love Bree (2007)
- I Love Paulina (2007)
- I'm A Big Girl Now 7 (2007)
- Interracial Cream Pies 4 (2007)
- It's Huge 6 (2007)
- Jam It All The Way Up My Ass 4 (2007)
- Japan! Cherry Boy Hunter (2007)
- Jenna Goes Solo (2007)
- Jesse Jane: Lust (2007)
- Just a Girl (2007)
- Lesbian Bridal Stories 1 (2007)
- Lesbian Seductions 15 (2007)
- Lesbian Tutors 4 (2007)
- Lex On Blondes 3 (2007)
- Long Dong Black Kong 1 (2007)
- Lord of Asses 9 (2007)
- Manaconda 2 (2007)
- Meat My Ass 7 (2007)
- Meet the Twins 7 (2007)
- MILF Eye for Teen Pie 1 (2007)
- Monster Meat 3 (2007)
- My Dirty Angels 7 (2007)
- My Girlfriend's a Vampire (2007)
- My Imaginary Life (2007)
- Naughty Bookworms 7 (2007)
- Naughty Bookworms 9 (2007)
- Neighbor Affair 5 (2007)
- New Whores 6 (2007)
- Old Enough to be Their Mother 2 (2007)
- Only Bunnys (2007)
- Peter North's POV 16 (2007)
- POV Casting Couch 16 (2007)
- POV Fantasy 7 (2007)
- POV Pervert 8 (2007)
- Prying Open My Third Eye 2 (2007)
- Real Racks 4 (2007)
- Rendezvous in Malibu (2007)
- School Girl U.S.A. 2 (2007)
- Slam It in a Slut 1 (2007)
- Slumber Party (2007)
- Smut Peddler (2007)
- Spring Chickens 19 (2007)
- Suck Me Bitch 1 (2007)
- Sunshine Highway (2007)
- Swallow My Squirt 5 (2007)
- Swallow This 8 (2007)
- Teen Frenzy 1 (2007)
- Teens Corrupted (2007)
- Teens For Cash 12 (2007)
- Teeny Bopper Club 5 (2007)
- Throated 10 (2007)
- Tinker With My Stinker 1 (2007)
- Tits Ahoy 5 (2007)
- Trophy Whores 3 (2007)
- White Chicks Gettin' Black Balled 21 (2007)
- Who's Your Daddy 11 (2007)
- Women Seeking Women 35 (2007)
- Young As They Cum 21 (2007)
- All About Me 1 (2008)
- Anally Yours... Love, Bree Olsen (2008)
- Bangin White Ass (2008)
- Barely Legal All By Myself 2 (2008)
- Barely Legal Oral Education 2 (2008)
- Barely Legal Straight To Anal (2008)
- Beautiful Anal Divas 2 (2008)
- Before They Were Stars 3 (2008)
- Big Boob Orgy 1 (2008)
- Big Wet Asses 13 (2008)
- Bitch 3 (2008)
- Boundaries 5 (2008)
- Bree and Kayden (2008)
- Bree and Sasha (2008)
- Bree's Beach Party 1 (2008)
- Bree's College Daze 1 (2008)
- Bree's Slumber Party (2008)
- Candy 69 (2008)
- Carolina Jones and the Broken Covenant (2008)
- Chocolate Melts in Your Mouth and in Your Hands 2 (2008)
- Diary of a Nanny 4 (2008)
- Erotic Femdom 1 (2008)
- First Time Ball Busters 2 (2008)
- Handies (2008)
- Interactive Sex with Bree Olson (2008)
- Lesbian Tutors 6 (2008)
- Load Warriors 1 (2008)
- Mean Bitches POV 1 (2008)
- Monster Meat 5 (2008)
- Natural Knockers 12 (2008)
- Naughty Co-Ed Caper (2008)
- One Last Ride (2008)
- Roller Dollz (2008)
- She's Cumming 2 (2008)
- Slam It in a Young Pussy (2008)
- Sleepover (2008)
- Spunk'd 8 (2008)
- Surrender of O (2008)
- Teenage Brotha Lovers 12 (2008)
- Teenage Wasteland 1 (2008)
- Watch Your Back 2 (2008)
- 8th Day (2009)
- Alexis Ford's College Tails (2009)
- ATM City 6 (2009)
- Badass School Girls 3 (2009)
- Big Wet Butts 1 (2009)
- Bree Exposed (2009)
- Bree's Anal Invasion (2009)
- Bree's Beach Party 2 (2009)
- Bree's Big Campout (2009)
- Bree's Big Screw Review (2009)
- Bree's College Daze 2 (2009)
- By Appointment Only 8 (2009)
- Crack Pack (2009)
- Dirty Blondes (II) (2009)
- Five (2009)
- International Cumshot in L.A. (2009)
- Kayden's Frisky Business (2009)
- Perverted POV 11 (2009)
- Pornstars Like It Big 5 (2009)
- POV Overdose 2 (2009)
- Rawhide 2 (2009)
- Sex Toy Teens 2 (2009)
- SeXXX in Public 2 (2009)
- Sun Goddess: Malibu (2009)
- Swing Time (2009)
- Teenage Wasteland 2 (2009)
- Watch Me 1 (2009)
- 69 Bree Street (2010)
- All Natural Titties (2010)
- Anally Yours... Love, Kristina Rose (2010)
- A-Team XXX (2010)
- Bang Bus 31 (2010)
- Best BJ's (2010)
- Best Of Lord of Asses (2010)
- Best of Nina Hartley 1 (2010)
- Big Tits At School 9 (2010)
- Blackmarket Bayou (2010)
- Blonde Super Idol Special (2010)
- Bombshells 1 (2010)
- Bree and Alexis (2010)
- Bree and Teagan (2010)
- Bree's Beach Party 3 (2010)
- Bree's College Daze 3 (2010)
- Bree's Dirty Diary (2010)
- Can He Score 5 (2010)
- Cum Hunters 8 (2010)
- Dark Side of Bree (2010)
- Debbie Duz Dishes Again (2010)
- Deep Throat This 43 (2010)
- Interracial Gloryhole Initiations 5 (2010)
- Just Tease 2 (2010)
- Kayden Unbound (2010)
- Mano Jobs (2010)
- My Dirty Angels 19 (2010)
- Naughty Staff 1 (2010)
- Slutty Life (2010)
- Squirtamania 9 (2010)
- Sweet Cherrys 2 (2010)
- Teen Gasms (2010)
- Thrilla in Vanilla 3 (2010)
- World Renowned AV Star Bree Olson (2010)
- Young Guns (2010)
- Inganno e lussuria (2010)
- Adam and Eve's 40th Anniversary Collection (2011)
- Adam And Eve's Guide to Bondage (2011)
- America's Next Top Model: A XXX Porn Parody (2011)
- Ass Parade 29 (2011)
- Beverly Hillbillies XXX: A XXX Parody (2011)
- Breast in Class 1: Naturally Gifted (2011)
- Bree and Tori (2011)
- Bree Olson Uncovered (2011)
- Busty Ones 3 (2011)
- Charlie's Devils (2011)
- Charlie's Family (2011)
- Charlie's Hookers (2011)
- Charlie's Party Girls (2011)
- Charlie's Porn Family (2011)
- Couples Seduce Teens 19 (2011)
- Doctor Adventures.com 11 (2011)
- Filthy Family 3 (2011)
- Goddesses (2011)
- History Of Black Cock (2011)
- Killer Bodies: The Awakening (2011)
- Legendary Angels (2011)
- Lex The Impaler 6 (2011)
- Natty Knockers 1 (2011)
- North Pole 83 (2011)
- Not Bionic Woman and the Six Million Dollar Man (2011)
- Not Charlie Sheem's House of Whores XXX Parody (2011)
- Scooby Doo: A XXX Parody (2011)
- Spunkmouth 4 (2011)
- Superstar Showdown 3: Courtney Cummz vs. Bree Olson (2011)
- Twisty Treats 3 (2011)
- Vip Crew 1 (2011)
- Big Tits In Sports 11 (2012)
- Cheerleaders 2 (2012)
- College Drop Out 3 (2012)
- Cumgasm (2012)
- Fifty Shades of Bree (2012)
- Kayden's Greatest Hits (2012)
- Munching Muff (2012)
- Pornstars Like It Big 13 (2012)
- Pornstars Punishment 5 (2012)
- Superstars (2012)
- Twisted Solos (2012)
- World of Sexual Variations 4 (2012)
- Young Pussy Lust 1 (2012)

### Non pornografici
- The Human Centipede 3 (Final Sequence)